# Ławeczka Michała Doliwo-Dobrowolskiego
Ławeczka Michała Doliwo-Dobrowolskiego – pomnik odsłonięty 10 czerwca 2022 r. w Szczecinie. Znajduje się na skwerze im. Michała Doliwo-Dobrowolskiego, na osiedlu Turzyn, w dzielnicy Śródmieście.

## Historia

### Geneza
15 września 1999 r. społeczność szczecińskich elektryków złożyła do Rady Miasta Szczecin wniosek o upamiętnienie Michała Doliwo-Dobrowolskiego. Niecałe dwa lata później, 29 maja 2001 r. Rada Miasta Szczecin nadała skwerowi ograniczonemu ulicami Generała Władysława Sikorskiego, Generała Józefa Bema i aleją Bohaterów Warszawy imię Michała Doliwo-Dobrowolskiego. 5 września 2001 r., w czasie odbywającej się na Wydziale Elektrycznym Politechniki Szczecińskiej V Międzynarodowej Konferencji UEES’01, na skwerze odsłonięto pamiątkowy głaz z różowego granitu z tablicą projektu Bohdana Ronina-Walknowskiego.
Ponad 20 lat później, Stowarzyszenie Elektryków Polskich wraz z Polską Sekcją IEEE, w związku z planowanymi w Szczecinie obchodami Międzynarodowego Dnia Elektryka i 160. rocznicą urodzin Doliwo-Dobrowolskiego, wystąpiły do Rady Miasta Szczecin z wnioskiem o wyrażenie zgody na wzniesienie w sąsiedztwie pamiątkowego głazu nowego pomnika. 24 maja 2022 r. Rada Miasta Szczecin na mocy uchwały nr XL/1099/22 wydała pozwolenie na budowę.

### Budowa
Prace projektowe i rzeźbiarskie powierzono prof. Marianowi Molendzie. Rzeźbiarz odtworzył wygląd wynalazcy posługując się trzema zdjęciami. Pomnik odlano w firmie Art Odlew z Opola, projekt montażu sporządziła firma Qbik z Nysy, a montażu dokonała firma Enso ze Szczecina. Koszt budowy pomnika wyniósł 160 000 zł i został pokryty ze składek instytucji, firm, oddziałów SEP i osób prywatnych.
Uroczystego odsłonięcia pomnika dokonano 10 czerwca 2022 r. przy akompaniamencie orkiestry dętej z Łobza. Na uroczystości głos kolejno zabrali: prezes SEP dr inż. Piotr Szymczak, artysta-rzeźbiarz prof. Marian Molenda, senator RP Stanisław Lamczyk, prorektor ds. nauki Politechniki Warszawskiej prof. dr hab. inż. Mariusz Malinowski, prorektor ds. organizacji i rozwoju uczelni ZUT w Szczecinie dr hab. inż. Krzysztof Pietrusewicz, prof. ZUT, przewodnicząca Rady Miasta Szczecin Renata Łażewska, dziekan Wydziału Elektrycznego ZUT w Szczecinie dr hab. inż. Krzysztof Okarma, prof. ZUT oraz prezes Oddziału Szczecińskiego SEP mgr inż. Tomasz Pieńkowski. Ceremonii przewodniczyła szczecińska dziennikarka Joanna Osińska.
Jest to pierwszy na świecie pomnik poświęcony temu wynalazcy.

## Opis
Wykonany z brązu i ważący ok. 400 kg pomnik przedstawia realistyczną postać Michała Doliwo-Dobrowolskiego, odwzorowaną w skali 1:1. Autor nadał wynalazcy wygląd z czasów szczytu jego kariery naukowej. Doliwo-Dobrowolski spoczywa na ławce, ma prawą nogę założoną na lewą i spogląda w stronę stojącego nieopodal budynku Wydziału Elektrycznego ZUT w Szczecinie. W lewej ręce trzyma kowbojski kapelusz, w prawej zaś kartkę ze swoimi najważniejszymi patentami dotyczącymi konstrukcji maszyn elektrycznych. Obok wynalazcy, na oparciu ławki umieszczono loga sponsorów pomnika.

## Galeria

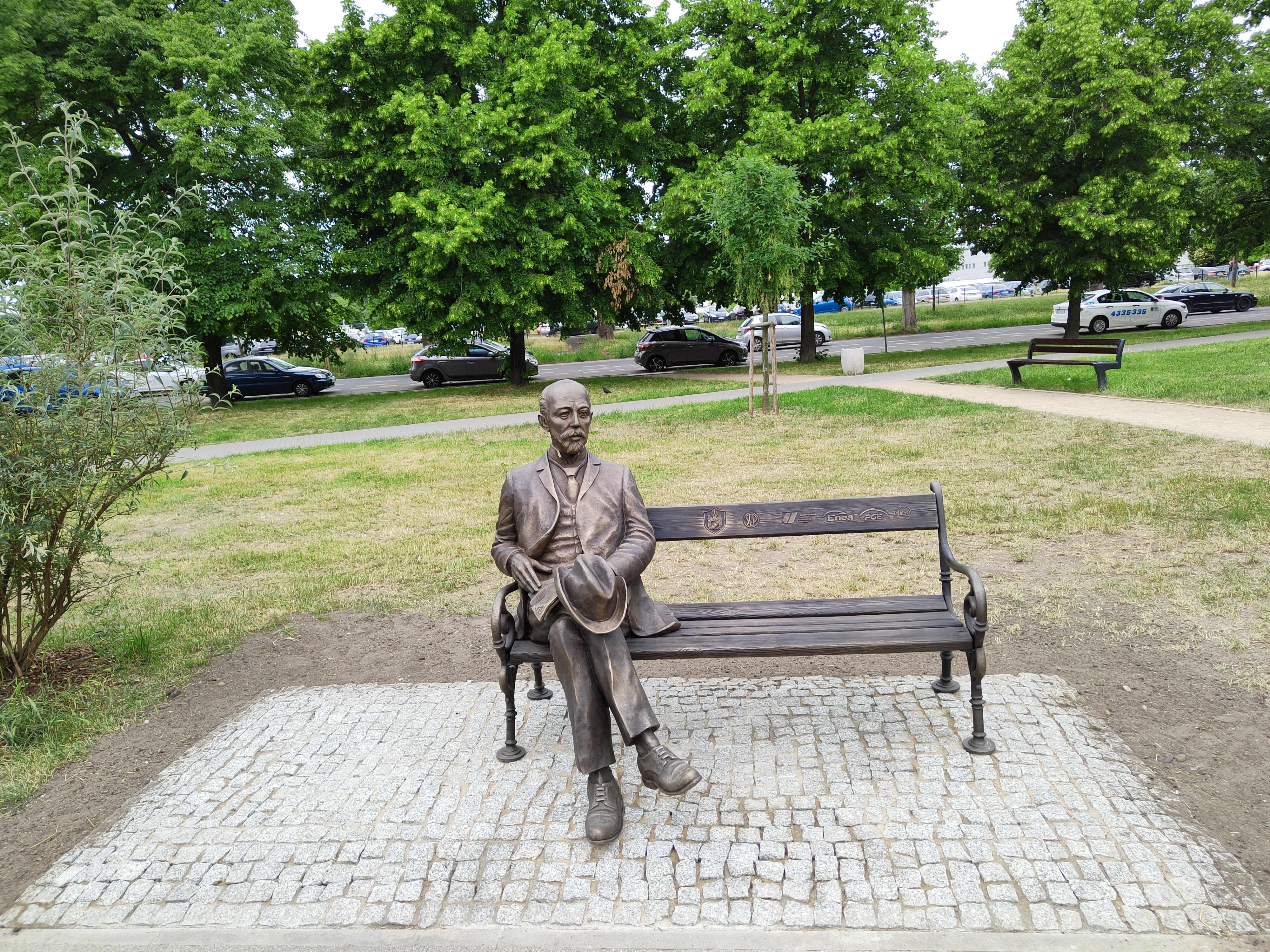
Przód pomnika
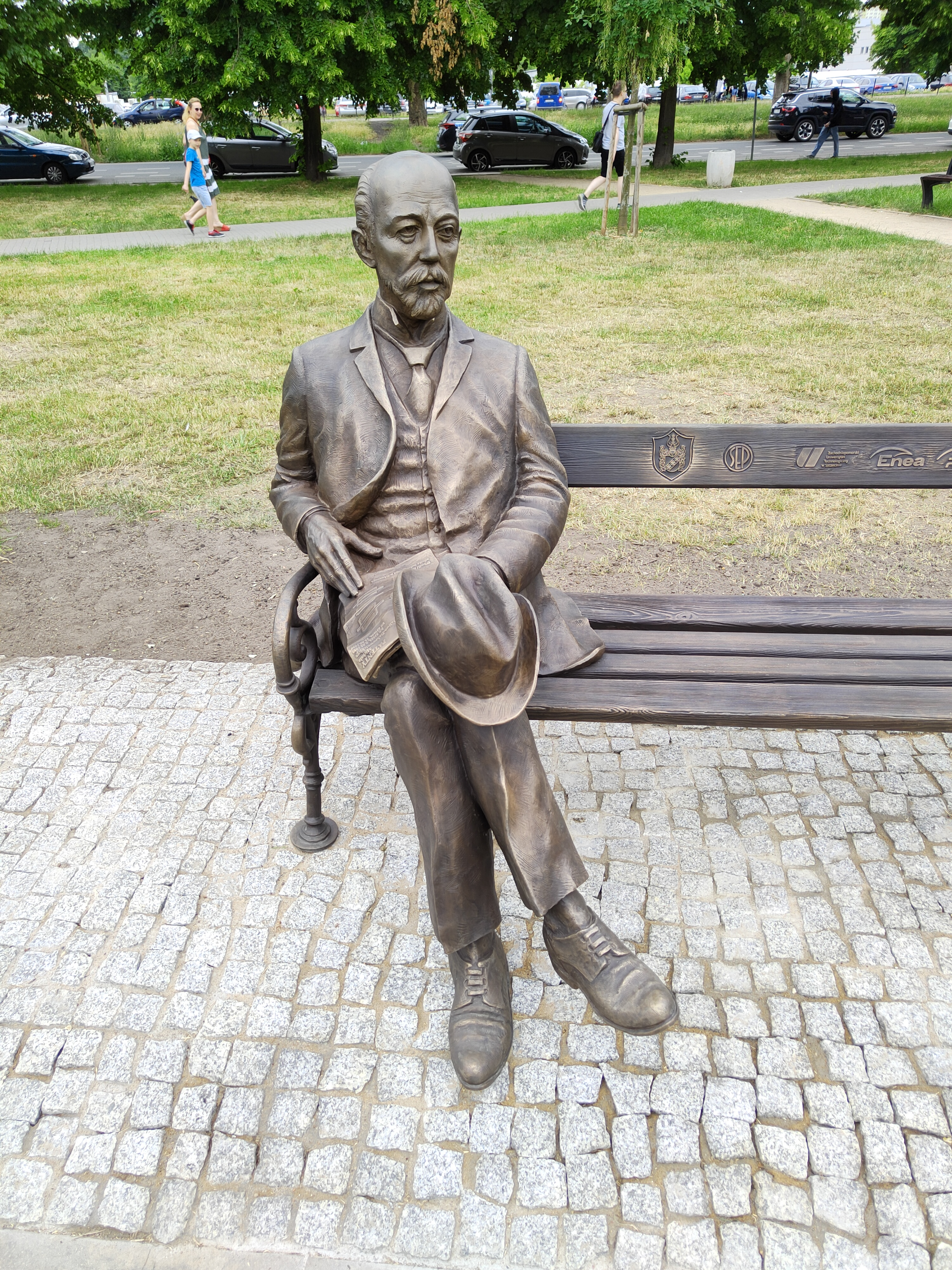
Postać wynalazcy
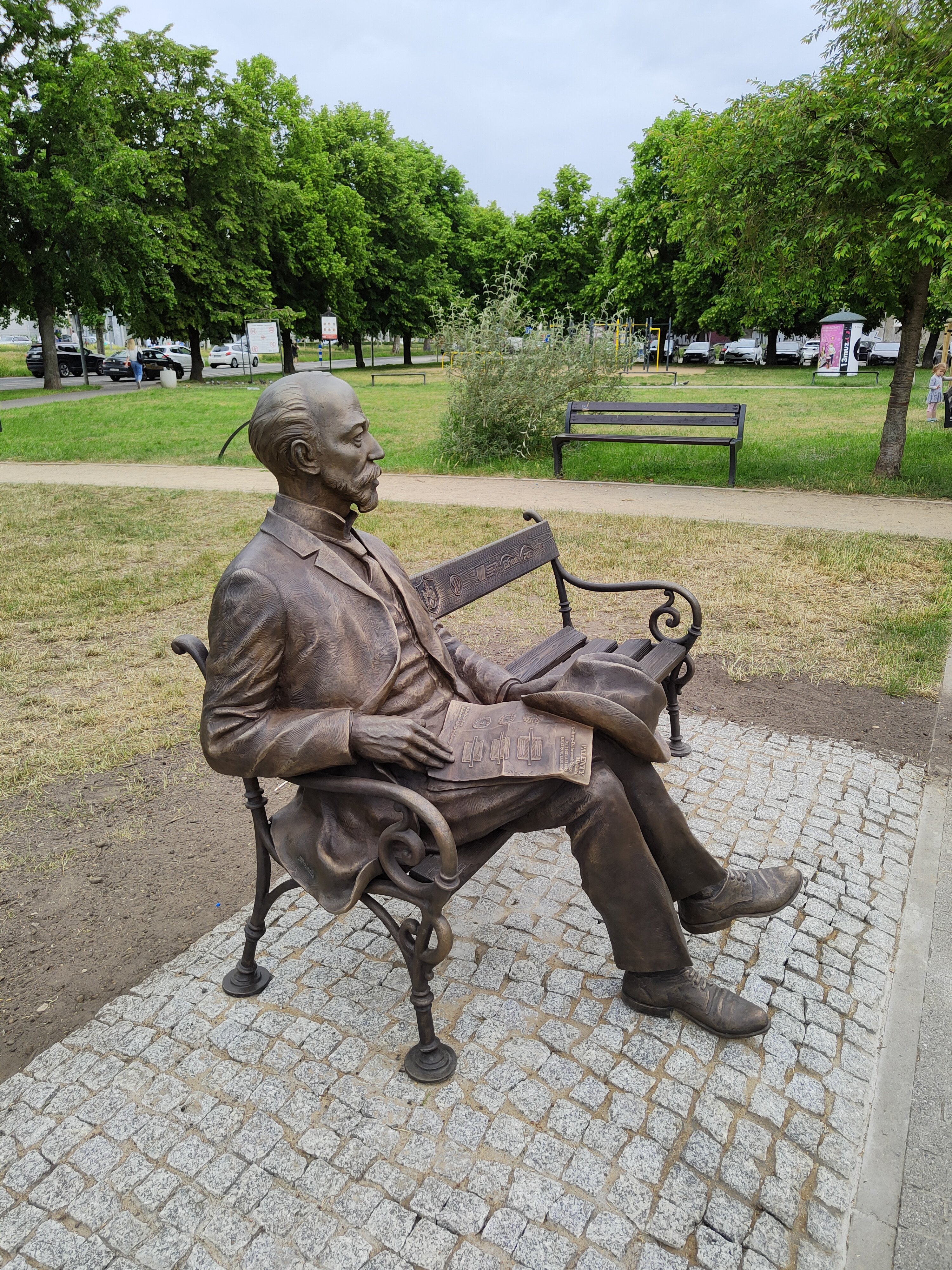
Widok z boku
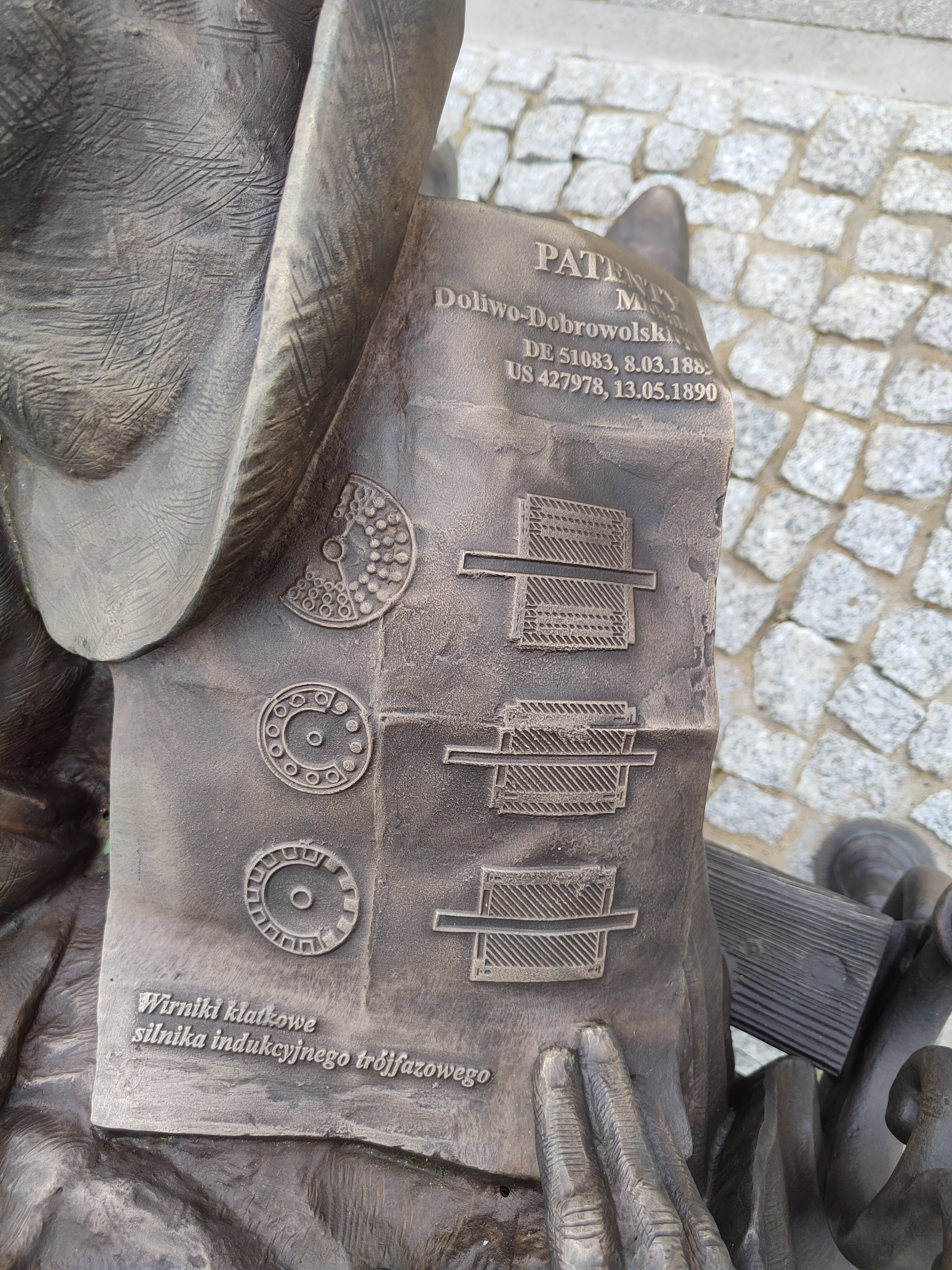
Kartka z patentami